# ぶるぺん〜今まさに世に出ようとしている「あったまった人々」が登場!〜
『ぶるぺん〜今まさに世に出ようとしている「あったまった人々」が登場!〜』（ぶるぺん いままさによにでようとしている あったまったひとびとがとうじょう!）は、Ustreamおよび無料動画配信サービス・GYAO!で配信されていたトーク番組。ワタナベエンターテインメント制作。通称「ぶるぺん」。Ustream版（閉鎖後はfacebook Live）は毎週火曜日20時配信。

## 番組概要
これから世に出るであろう話題性ある人たちを野球のブルペンにたとえ、（肩の）「あったまったひとびと」とし、スタジオでその人となりや話題を繰り広げるトークバラエティー。ゲストはお笑い芸人、アイドルや各分野の専門家、ときには競艇選手などノンジャンルで選ばれており毎回3～4組が出演し生配信。GYAO!ではトピック別に再編集し、1本3分以内の動画として配信。2018年現在、5700回を超える。第1回はパーティ内山、フジタ、長田プリン（現・長田拓郎）。ゲストはワタナベエンターテインメント所属者が多いが、それ以外の事務所所属者や、フリーランスもしばしば出演する。よしもとクリエイティブ・エージェンシー所属者が出演したことはない。
聞き手はワタナベエンターテインメント所属の松尾陽介（ザブングル）と女性アシスタント1名。遠藤三貴が固定女性アシスタントだった時代は番組名にちなみ、オリジナルの縦じまユニフォームが衣装だった。背番号は松尾が1。遠藤が3。松尾が出演できないときの代打MCとして坪倉由幸（我が家）が聞き手を務めた回もある。
ワタナベエンターテインメントの若手芸人を紹介する「Gyao!ワタナベプラス」の後身番組という扱いになっている。GYAO!がYahoo!JAPANのコンテンツであるため、多くはYahoo!映像トピックスとして取り上げられ、Yahoo!ニュースで記事化されることも多かった。
2019年6月のお笑い芸人による闇営業問題により、ザブングルが謹慎。この間はワタナベエンターテインメント所属芸人が持ち回りで代打MCを務めた。2019年6月11日に事実上の最終回。ただしGYAO!では分割配信されるため同年10月15日分が最終更新となっている。

## 出演者

### レギュラー
- 松尾陽介（ザブングル、2013年3月7日 - 2019年6月11日）

### アシスタント
- 小池美由（2016年 - 2019年6月25日）
- 西村まどか（2018年 - 2019年1月15日）

### 代打MC
- 坪倉由幸（我が家、2016年4月、2019年3月）
- イーグル溝神（2019年6月25日）

### 過去のアシスタント
- 遠藤三貴（2013年3月7日 - 2017年3月）
- 澤田有也佳（2014年10月21日 - 2015年3月31日）
- 天木じゅん（2016年）

## スタッフ
- 制作著作：ワタナベエンターテインメント[7]